# Detective privado

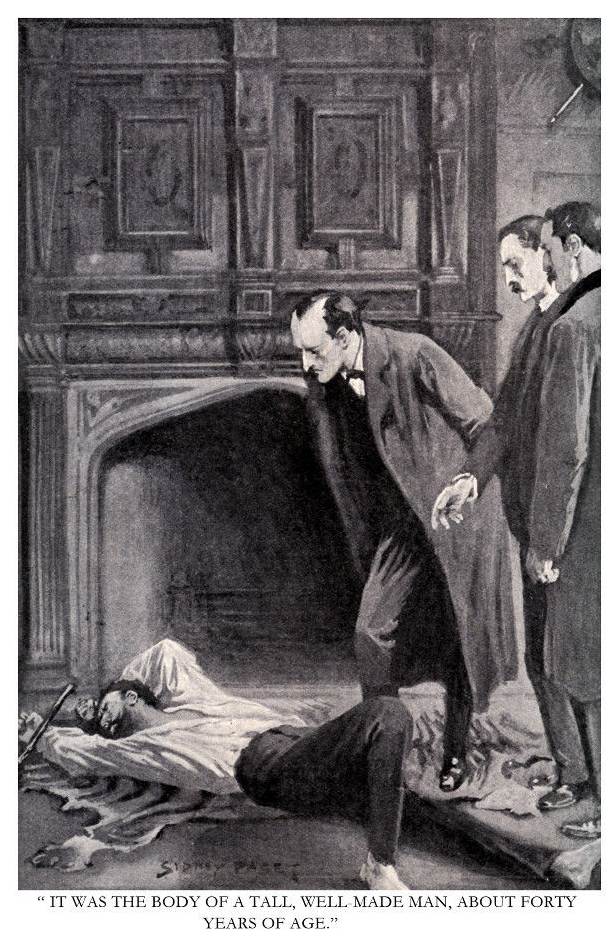
Sherlock Holmes, posiblemente el investigador privado de ficción más famoso del mundo.

El detective privado o investigador privado es una persona que puede ser contratada por individuos o grupos para que lleve a cabo servicios de investigación jurídica. Trabajan para particulares, empresas, despachos de abogados, mutuas o aseguradoras, realizando investigaciones de hechos y conductas privadas en casos civiles y penales, con el fin de obtener pruebas para su cliente, que se reflejarán en un informe, y, si fuera necesario, ratificar dicho informe ante el tribunal competente. 
En la mayoría de los países, la profesión del detective privado es una profesión regulada por normas legales. Esta legislación o regulación no es homogénea y varía de un país a otro (existiendo notables diferencias).

## Historia

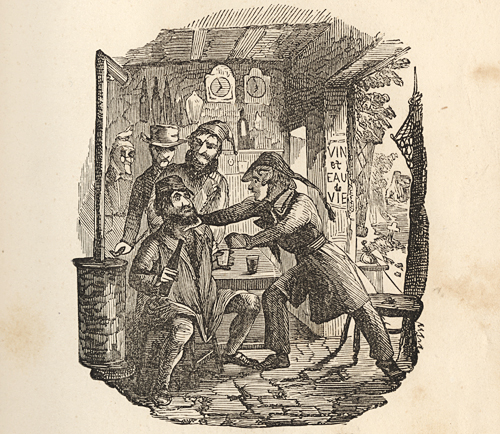
Ilustración de 1859 de Vidocq deteniendo a un ladrón tras seguirle la pista

En 1833, Eugène François Vidocq, soldado, criminal y corsario francés, fundó la primera agencia de detectives privados conocida, «Le Bureau des Renseignements Universels pour le commerce et l'Industrie» («La Oficina de Información Universal para el Comercio y la Industria») para la cual contrató a expresidiarios. Gran parte de lo que hacían sus investigadores privados en sus inicios era actuar como la policía en asuntos para los que sus clientes consideraban que la policía no estaba equipada o dispuesta a ayudar. Las fuerzas de seguridad oficiales intentaron muchas veces acabar con esta agencia. En 1842, la policía detuvo a Vidocq como sospechoso de privación ilegal de libertad y apropiación indebida de dinero tras haber resuelto un caso de malversación. Vidocq sospechó más tarde que esto se trataba de un montaje. Fue condenado a cinco años y multado con 3.000 francos, pero el Tribunal de Apelación lo puso en libertad. Se le atribuye a Vidocq el mérito de haber introducido la toma de registros, la criminología y la balística en la investigación criminal. Hizo los primeros moldes de yeso de huellas de zapatos. Con su imprenta creó tinta indeleble y papel bond inalterable. Su forma de antropometría sigue siendo utilizada parcialmente por la policía francesa. También se le atribuyen méritos filantrópicos, como el de afirmar que nunca delató a nadie que hubiera robado por verdadera necesidad.
En el Reino Unido, Charles Frederick Field creó una oficina de investigación al jubilarse de la Policía Metropolitana en 1852. Field se hizo amigo de Charles Dickens, y éste escribió artículos sobre él. En 1862, uno de sus empleados, el húngaro Ignatius Paul Pollaky, renunció para crear una agencia rival. Aunque poco recordado en la actualidad, la fama de Pollaky en aquella época era tal que fue mencionado en varios libros de la década de 1870 e inmortalizado como «Paddington» Pollaky por su «aguda penetración» en la ópera cómica de 1881, Patience, de Gilbert y Sullivan.
En Estados Unidos, Allan Pinkerton creó en 1850 la Agencia Nacional de Detectives Pinkerton, una agencia de detectives privados. Pinkerton se hizo famoso al frustrar en 1861 un complot para asesinar al entonces presidente electo Abraham Lincoln. Los agentes de Pinkerton prestaban servicios que iban desde investigaciones encubiertas y detección de delitos hasta protección de plantas y seguridad armada. En el cénit de su existencia, el número de agentes activos y reservas de la Agencia Nacional de Detectives Pinkerton rivalizaba con el de soldados activos y reservas del Ejército de Estados Unidos. Allan Pinkerton contrató a Kate Warne en 1856 como detective privada, lo que la convirtió en la primera mujer detective privada de los Estados Unidos.
Una función más importante de esta nueva industria de la investigación privada era ayudar a las empresas en los conflictos laborales. Algunos de los primeros investigadores privados proporcionaron guardias armados para actuar como milicias privadas. Durante los disturbios sindicales en Estados Unidos a finales del siglo XIX, los industrialistas contrataban a agentes de Pinkerton como agentes encubiertos para infiltrarse y perturbar la actividad sindical o actuar como guardias armados en las fábricas. A raíz del motín de Homestead de 1892, varios estados aprobaron las llamadas leyes «anti-Pinkerton», que restringían la contratación de guardias de seguridad privados durante las huelgas sindicales. La Ley federal Anti-Pinkerton de 1893 sigue prohibiendo que un «individuo empleado por la Agencia de Detectives Pinkerton, o una organización similar» sea contratado por «el Gobierno de los Estados Unidos o el gobierno del Distrito de Columbia».
Los agentes de Pinkerton también fueron contratados para seguir la pista de los forajidos del oeste Jesse James, los hermanos Reno y la pandilla de la Wild Bunch, incluyendo a Butch Cassidy y el Sundance Kid.

## Ejercicio alrededor del mundo

### España
En España el ejercicio de la profesión se regula por la Ley 5/2014, de 4 de abril, de Seguridad Privada. Cabría destacarse que los requisitos para realizar las funciones de investigación privada también son heterogéneos, pudiendo encontrarse países como España, que exige una diplomatura universitaria de investigación privada. No obstante, la diplomatura actual, debe estar reconocida por el Ministerio del Interior, organismo que regula el contenido de las materias y el total de los créditos de la diplomatura otorgando la posibilidad de reconocer esos estudios una vez cursados y aprobados para que el estudiante pueda habilitarse como detective privado. La diplomatura a tales efectos, dispone de materias tan peculiares y relacionadas con el derecho, las ciencias policiales, la seguridad, criminología y criminalística, psicología, de ciencias económicas, sociológicas, informáticas o sobre la ciberdelincuencia. Dichas materias no son especialmente dedicadas para el investigador privado, sino más bien una pauta de que quien se habilite, tiene conocimientos suficientes de leyes, criminológicos, del derecho, etc. Actualmente, el detective privado en España, no puede involucrarse o investigar delitos públicos, solo puede investigar los requeridos a instancias de parte y nunca los que de oficio, investigan las Fuerzas y Cuerpos de Seguridad.
Aunque el desconocimiento de la profesión en general, ya no solo en España, es muy dispar, no está de más recordar que el detective privado, no comete supuestos ilegales, ni investiga en la sombra cosas que nadie se atreve, ilegalidades o actúa de forma libre. Un detective puede sufrir sanciones por parte de la administración de justicia si comete un hecho tipificado como ilegal o como delito sino es lo suficientemente diligente en su profesión, lo cual hace que la profesión del detective sea tremendamente compleja en muchas ocasiones.
El detective privado es el único profesional autorizado por ley para realizar investigaciones privadas, la denominación «investigador privado» siendo sinónima solo puede ser utilizada por aquellos detectives privados legalmente habilitados a tal efecto. De lo contrario, da pie a intrusismo profesional.

## Funciones
Los detectives privados, a solicitud de personas físicas o jurídicas, se encargarán:
- De obtener y aportar información y pruebas sobre conductas o hechos privados.
- De la investigación de delitos perseguibles solo a instancia de parte por encargo de los legitimados en el proceso penal.
- De la vigilancia en ferias, hoteles, exposiciones o ámbitos análogos.

A estos efectos se considerarán conductas o hechos privados los que afecten al ámbito económico, laboral, mercantil, financiero y, en general, a la vida personal, familiar o social, exceptuada la que se desarrolle en los domicilios o lugares reservados. En el ámbito del apartado tercero se considerarán comprendidas las grandes superficies comerciales y los locales públicos de gran concurrencia.

## Requisitos

### España
La investigación privada en España es una actividad reconocida y regulada, reservada a los detectives privados legalmente habilitados, y solamente a ellos, quedando en un ámbito ilegal cualquier persona que carezca de la correspondiente habilitación oficial expedida por la Dirección General de la Policía del Ministerio del Interior. A esta habilitación se la denomina TIP (Tarjeta de Identidad Profesional). Este carácter exclusivo y excluyente prohíbe que un detective privado monte una sociedad limitada con socios que carezcan de la habilitación. La profesión del detective privado se encuentra regulada en la Ley 5/2014, de 4 de abril, de Seguridad Privada y el Real Decreto 2364/1994. Este último reglamento, aún en vigor, sigue todavía pendiente de modificación por su especial complejidad e interés gubernativo en nuestro país, constantemente retrasado y desarrollado en pos de fiscalizar más todavía la profesión del detective privado. Sin embargo, por primera vez en mucho tiempo e incluso desde su existencia, colegios y asociaciones bastante dispares en muchas ocasiones en sus forma de pensar y actuar, han redactado un documento de alegaciones en plazo al borrador del nuevo reglamento de seguridad privada que tanto nos pretendía afectar en nuestra profesión, exigiendo imposibles en muchos puntos o medidas de seguridad altísimas que solo pretenden unificar despachos y agencias pequeñas de detectives en una más grande o hacer desaparecer al detective medio, autónomo y unitario con algún socio como mucho, tónica habitual de la investigación privada en España.
Los requisitos necesarios para obtener la Licencia de Detective (que otorga la Dirección General de Policía y permite ejercer la profesión) son:
- Tener la nacionalidad de alguno de los Estados miembros de la Unión Europea o de un Estado parte en el Acuerdo sobre el Espacio Económico Europeo, o ser nacional de un tercer Estado que tenga suscrito con España un convenio internacional en el que cada parte reconozca el acceso al ejercicio de estas actividades a los nacionales de la otra.
- Ser mayor de edad.
- Poseer la capacidad física y la aptitud psicológica necesarias para el ejercicio de las respectivas funciones.
- Estar en posesión de un título universitario oficial de grado en el ámbito de la investigación privada que acredite la adquisición de las competencias que se determinen, o bien del título del curso de investigación privada, reconocido por el Ministerio del Interior.
- Carecer de antecedentes penales por delitos dolosos.
- No haber sido sancionado en los dos o cuatro años anteriores por infracción grave o muy grave, respectivamente, en materia de seguridad privada.
- No haber sido separado del servicio en las Fuerzas y Cuerpos de Seguridad o en las Fuerzas Armadas españolas o del país de su nacionalidad o procedencia en los dos años anteriores.
- No haber sido condenado por intromisión ilegítima en el ámbito de protección del derecho al honor, a la intimidad personal y familiar o a la propia imagen, vulneración del secreto de las comunicaciones o de otros derechos fundamentales en los cinco años anteriores a la solicitud.
- Superar, en su caso, las pruebas de comprobación establecidas reglamentariamente por el Ministerio del Interior, que acrediten los conocimientos y la capacidad necesarios para el ejercicio de sus funciones.

## Obtención de pruebas
Los Detectives Privados pueden investigar tanto para particulares como para empresas. Sus informes, grabaciones, y fotografías, pueden ser utilizadas como prueba ante un juicio. Cuando el abogado o el juez lo consideran necesario, el detective ratificará dichas pruebas, teniendo en ese caso su testimonio la consideración de testifical.  Su informe tiene además el carácter de Pericial - Testifical, cuando cumpliendo los requisitos legales se presente al tribunal en tiempo y forma y sea ratificado en Juicio.

## En la ficción

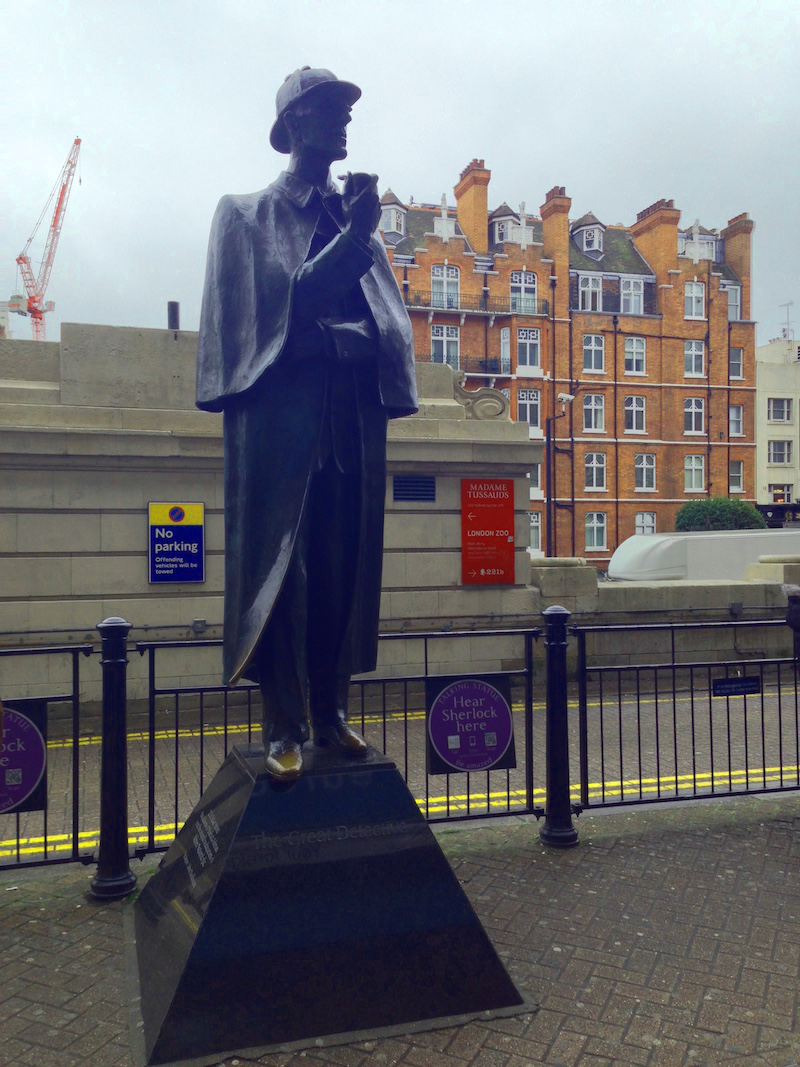
El gran detective. Obra escultórica del centro de la ciudad de Londres

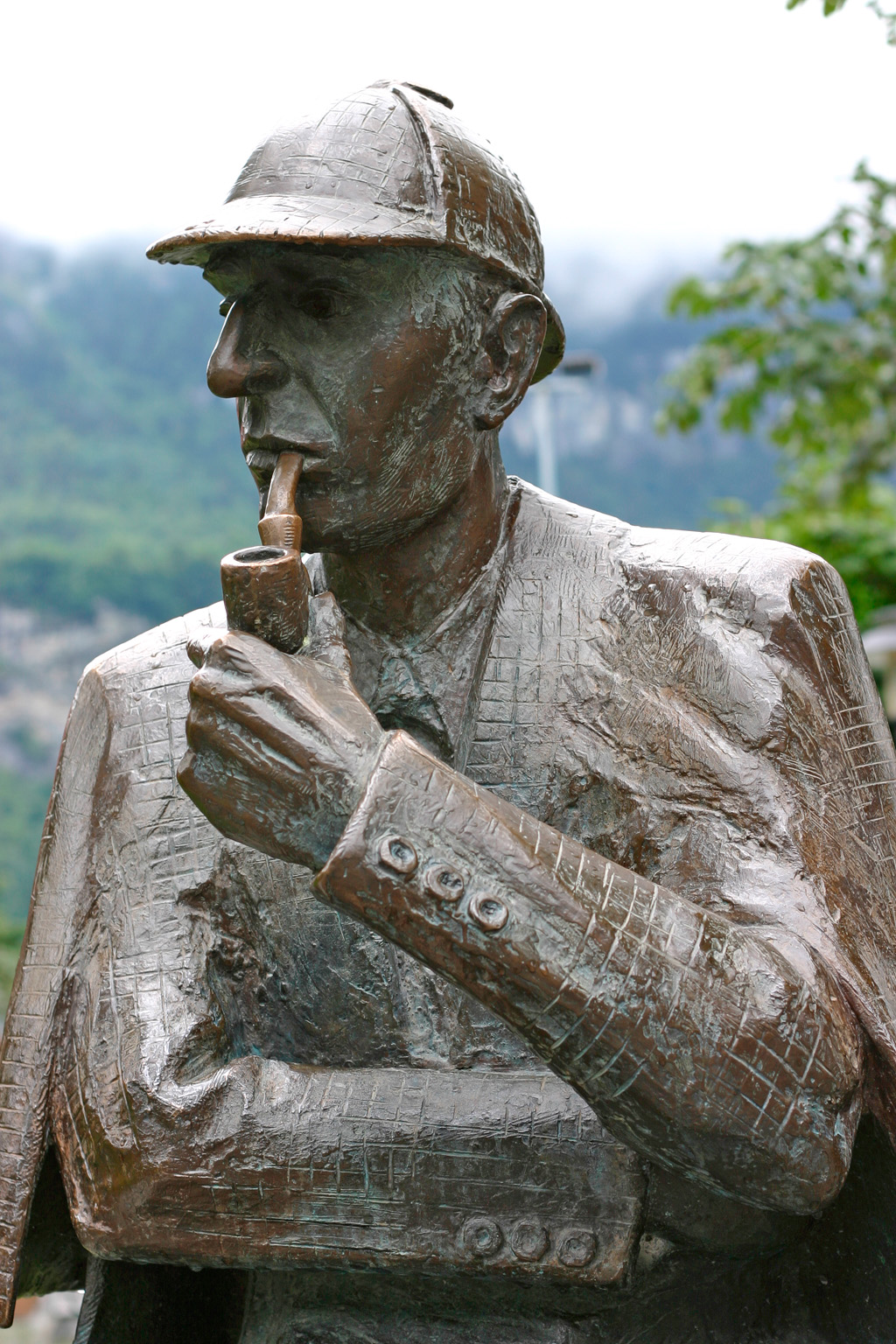
Estatua de Sherlock Holmes en Meiringen, Suiza.

Los relatos y novelas de detectives es un género popular de literatura desde inicios del siglo XIX. El personaje de Arthur Conan Doyle, Sherlock Holmes, es tal vez el detective de ficción más famoso. En la década de 1940 se inició una corriente en el cine y en la literatura donde tomaba como personaje principal a un detective privado; a este género se le llamó cine negro y novela negra, respectivamente. Posteriormente, en los años 1970, comenzaron a emitirse varias series de drama policial y detectivesco, que llegaron a su plenitud en los años 1980. Los detectives aparecen como personas perspicaces que a través del método deductivo y la lógica resuelven los casos y crímenes que se les presentan, y dejan mal parados a los policías tradicionales.
Posiblemente en España el detective privado de ficción más conocido es Pepe Carvalho, del autor Manuel Vázquez Montalbán.